# José Lamartine Soares
José Lamartine Soares (* 27. Februar 1927 in Bezerros, Pernambuco, Brasilien; † 18. August 1985) war ein brasilianischer Geistlicher und römisch-katholischer Erzbischof von Maceió.

## Leben
José Lamartine Soares empfing am 29. Oktober 1950 die Priesterweihe.
Papst Johannes XXIII. ernannte ihn am 16. November 1962 zum Weihbischof in Olinda e Recife und zum Titularbischof von Fussala. Der Erzbischof von Olinda e Recife, Carlos Gouvêa Coelho, spendete ihm am 3. März des folgenden Jahres die Bischofsweihe; Mitkonsekratoren waren Erzbischof Helder Câmara, Weihbischof in São Sebastião do Rio de Janeiro, und Serafím Fernandes de Araújo, Weihbischof in Belo Horizonte.
Er nahm an der zweiten, dritten und vierten Sitzungsperiode des Zweiten Vatikanischen Konzils als Konzilsvater teil.
Am 2. April 1985 wurde er zum Erzbischof von Maceió ernannt. Er starb vier Monate später an einer schweren Krebserkrankung, ohne in das Amt eingeführt worden zu sein. Sein Grab befindet sich seit 2012 in einer Kapelle der Kathedrale von Olinda.